# Auri (álbum)
Auri é o álbum de estreia da banda finlandesa de folk progressivo Auri. Ele foi lançado em 23 de março de 2018 pela Nuclear Blast Records.

## Faixas
| N.º            | Título                                                                           | Duração |  |
| 1.             | "The Space Between" (O Espaço Entre)                                             | 5:00    |  |
| 2.             | "I Hope Your World is Kind" (Espero Que Seu Mundo Seja Gentil)                   | 5:02    |  |
| 3.             | "Skeleton Tree" (Árvore de Esqueleto)                                            | 4:19    |  |
| 4.             | "Desert Flower" (Flor do Deserto)                                                | 6:03    |  |
| 5.             | "Night 13" (Noite 13)                                                            | 4:24    |  |
| 6.             | "See" (Veja)                                                                     | 5:12    |  |
| 7.             | "The Name of the Wind" (O Nome do Vento)                                         | 3:50    |  |
| 8.             | "Aphrodite Rising" (Afrodite Ressurgindo)                                        | 5:33    |  |
| 9.             | "Savant" (Sábio)                                                                 | 4:27    |  |
| 10.            | "Underthing Solstice" (Solstício da Roupa de Baixo)                              | 7:06    |  |
| 11.            | "Them Thar Chanterelles" (Aqueles chanterelles de Thar (com Liquor in the Well)) | 5:21    |  |
| Duração total: | Duração total:                                                                   | 56:17   |  |

## Créditos
Membros da banda
- Johanna Kurkela - vocais e vocais de apoio
- Troy Donockley - uilleann pipes, flautas, vocais e vocais de apoio
- Tuomas Holopainen - piano

Pessoal técnico
- Tim Oliver - engenharia de som

## Paradas
| Parada (2018)                         | Maior colocação |
| ------------------------------------- | --------------- |
| Áustria (Ö3 Austria Top 40)           | 72              |
| Bélgica (Ultratop Flandres)           | 133             |
| Países Baixos (Dutch Charts)          | 154             |
| Finlândia (Suomen virallinen lista)   | 1               |
| Alemanha (Offizielle Deutsche Charts) | 29              |
| Suíça (Schweizer Hitparade)           | 22              |
| Reino Unido (UK Rock & Metal Albums)  | 69              |